# 1538

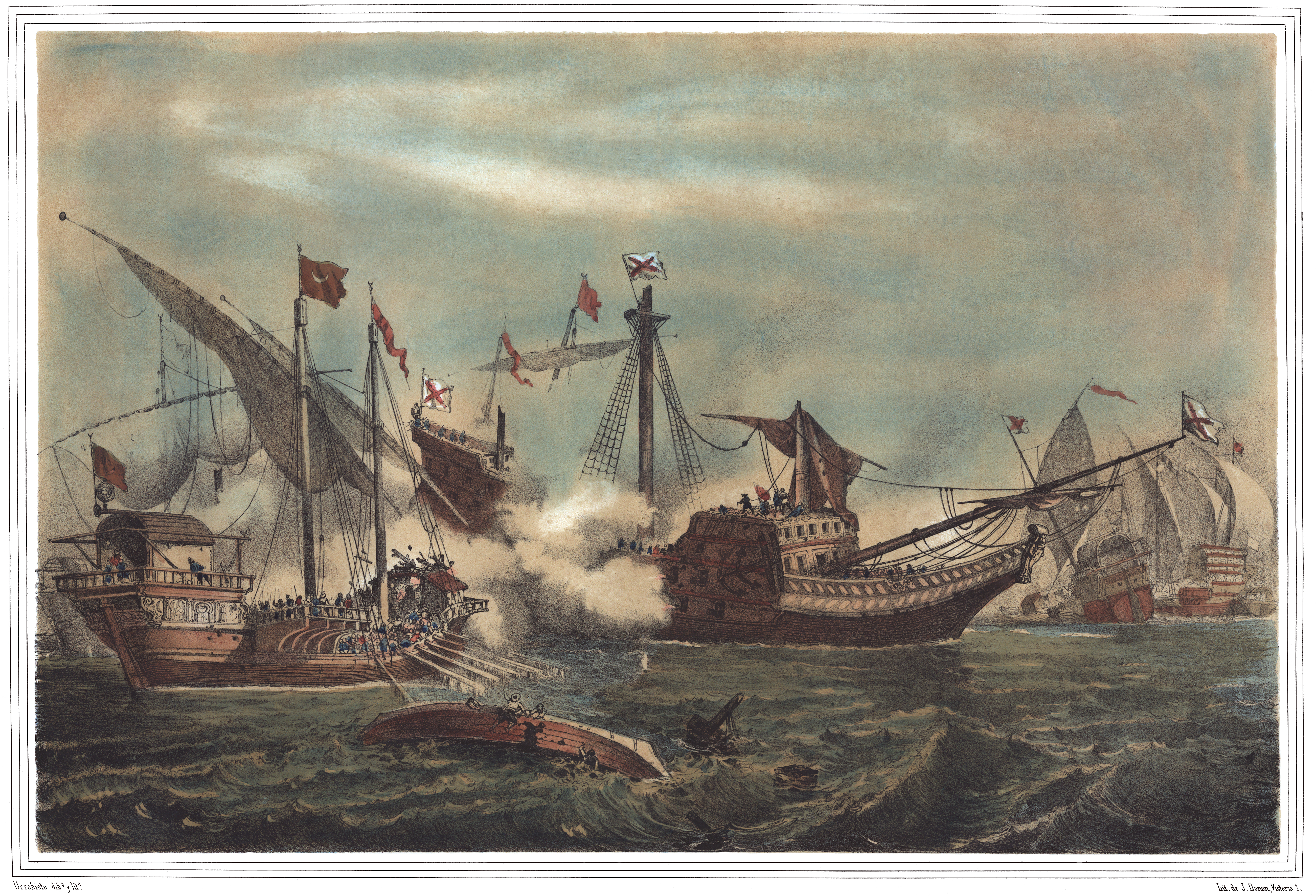
Slag bij Preveza

Het jaar 1538 is het 38e jaar in de 16e eeuw volgens de christelijke jaartelling.

## Gebeurtenissen
februari
- 24 - Verdrag van Nagyvárad: Ferdinand van Oostenrijk en Johan Zápolya erkennen elkaars heerschappij over delen van Hongarije.

april
- 16 - Pedro de Anzures sticht Sucre.
- 25 - Calvijn en Farel moeten de stad Genève verlaten.
- april - Slag van Las Saliprea: Francisco Pizarro verslaat Diego de Almagro in de burgeroorlog over Peru.

juni
- 18 - Vrede van Nice: Frans I van Frankrijk en keizer Karel V beëindigen de Italiaanse Oorlog van 1536-1538. Het hertogdom Savoye komt grotendeels aan Frankrijk.
- 30 - De Gelderse hertog Karel van Egmont sterft, waarop de Gelderse Successieoorlog tussen Willem V van Kleef en Karel V uitbreekt.

augustus
- 6 - Gonzalo Jiménez de Quesada sticht Nuestra Señora de la Esperanza, het huidige Bogota.

september
- 28 - Slag bij Preveza: De Ottomanen onder Khair ad-Din (Barbarossa) verslaan de gezamenlijke christelijke vloot van de Heilige Liga.
- nacht van 29 op 30 september - De vulkaan Monte Nuovo ontstaat in een uitbarsting.

november
- 4 - Huwelijk van Ottavio Farnese en Margaretha van Parma

december
- 17 - Paus Paulus III excommuniceert Hendrik VIII.

zonder datum
- De conquistadors Gonzalo Jiménez de Quesada (vanaf Santa Marta), Nikolaus Federmann (vanuit Coro) en Sebastián de Benalcázar (vanuit Quito) komen samen op de plaats van het latere Bogota.
- Oprichting van de Universidad Autonoma de Santo Domingo.
- De Zonzeelse Polder wordt herdijkt.
- Oprichting van brouwerij Drie Hoefijzers in Breda.

## Beeldende kunst

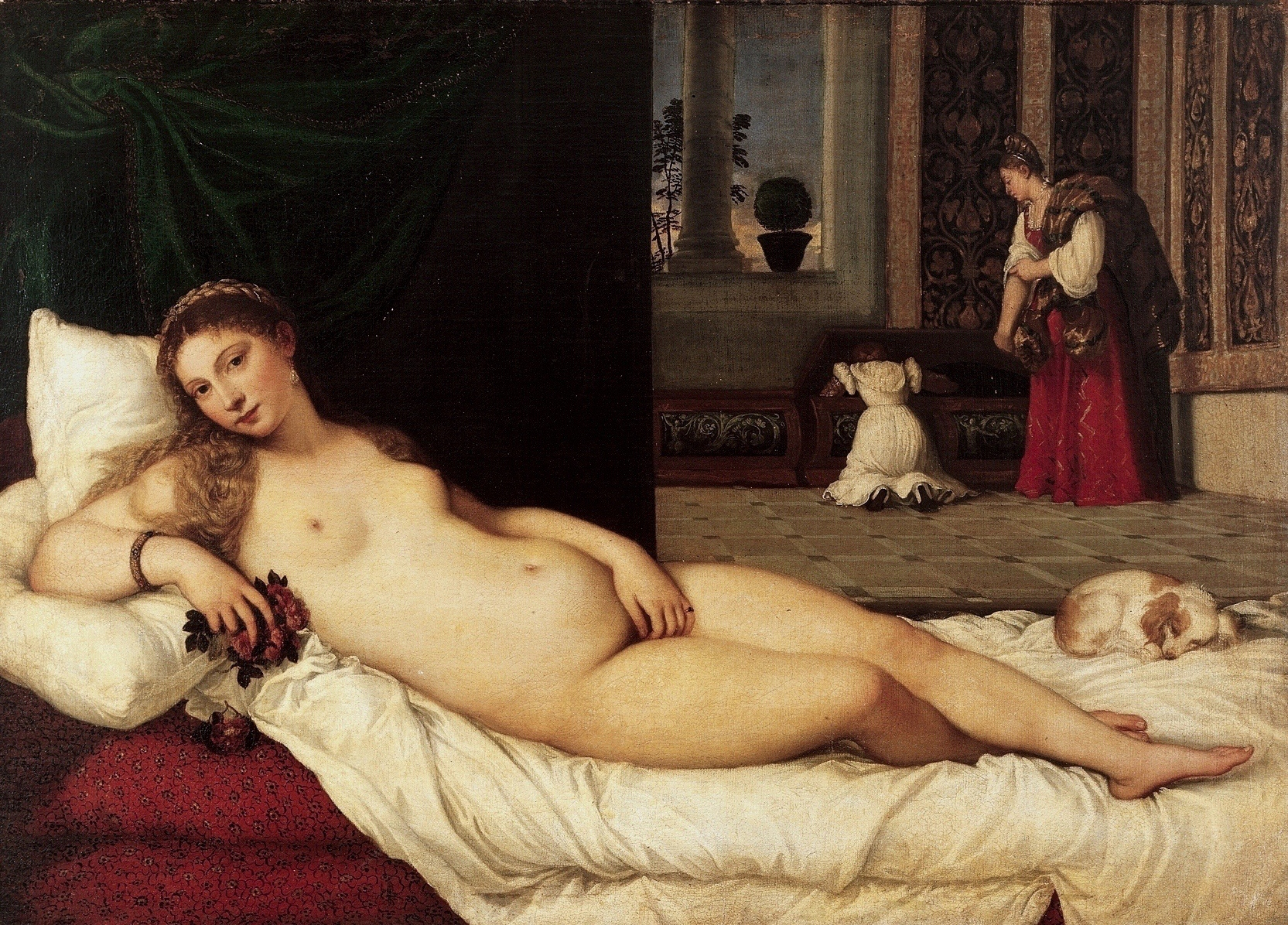
Titiaan: Venus van Urbino
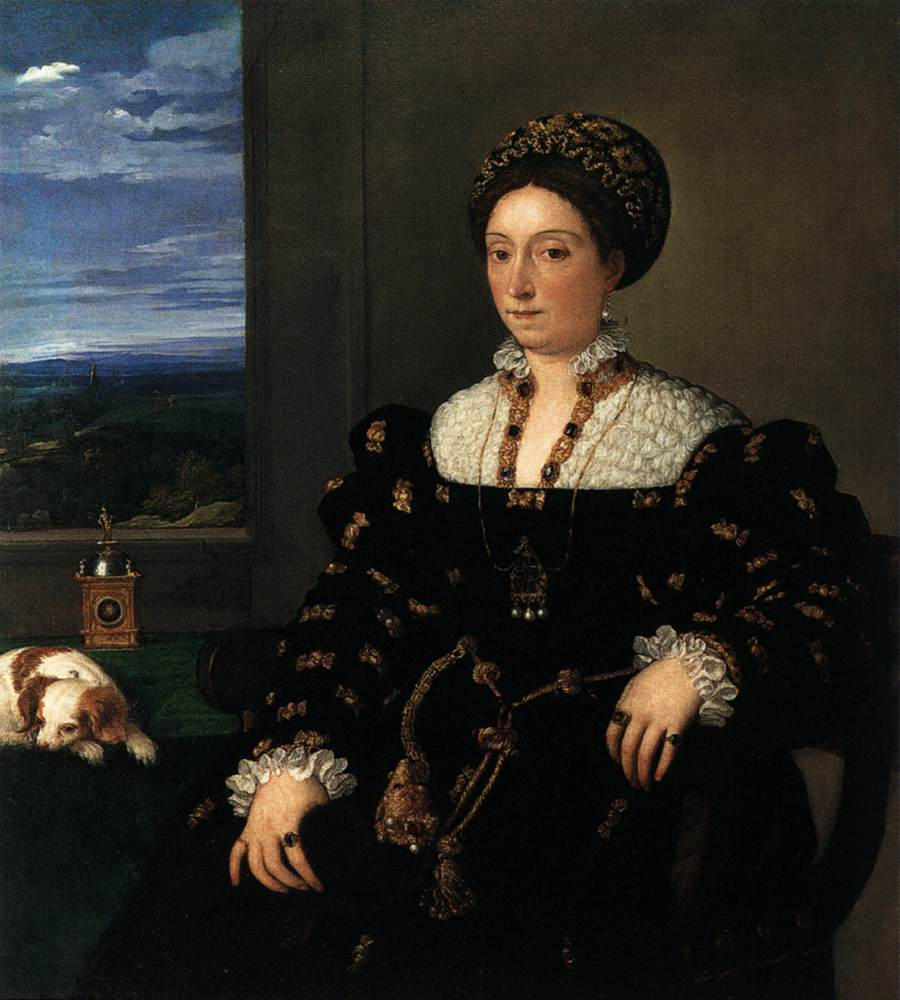
Titiaan: Portret van Eleonora Gonzaga
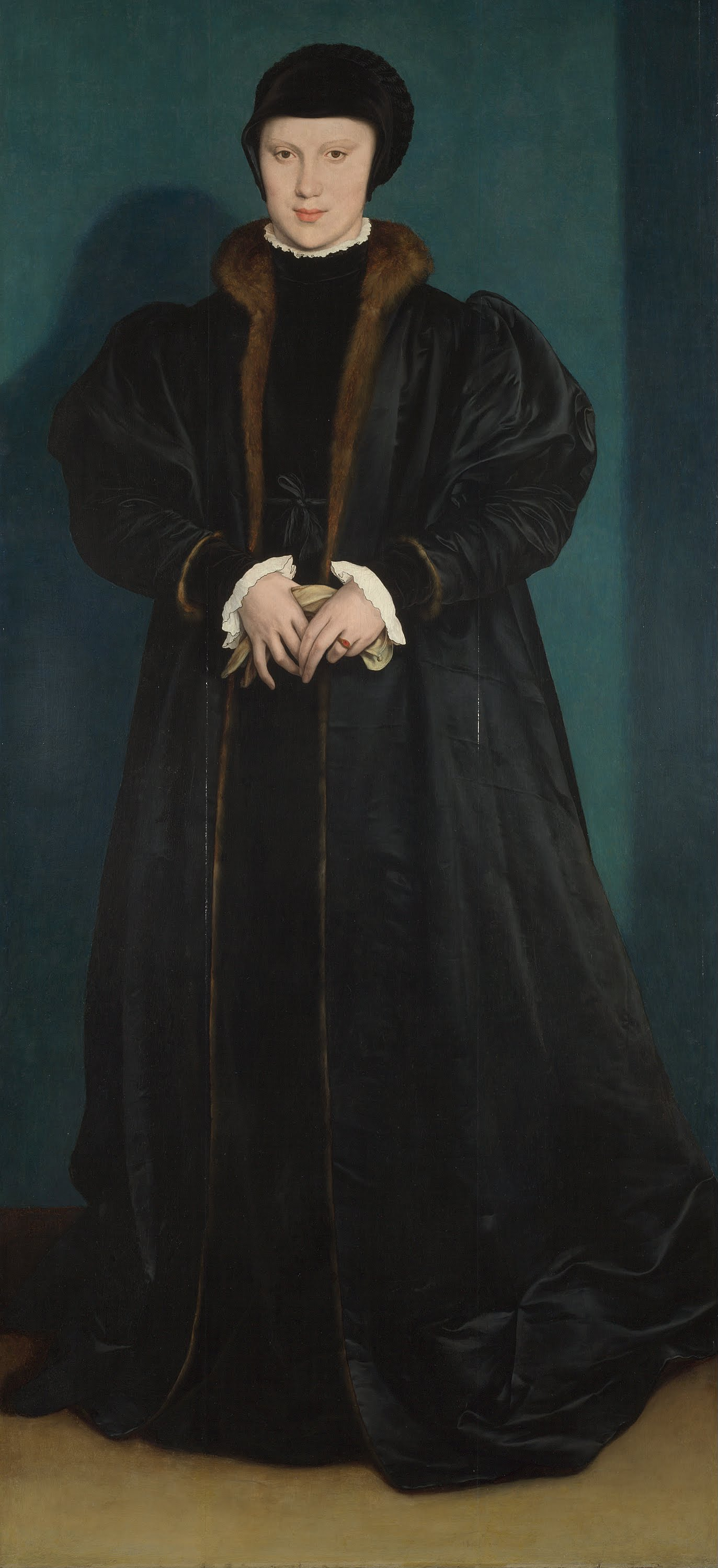
Hans Holbein de Jongere: Portret van Christina van Denemarken
Lucas Cranach de Oudere: Adam en Eva
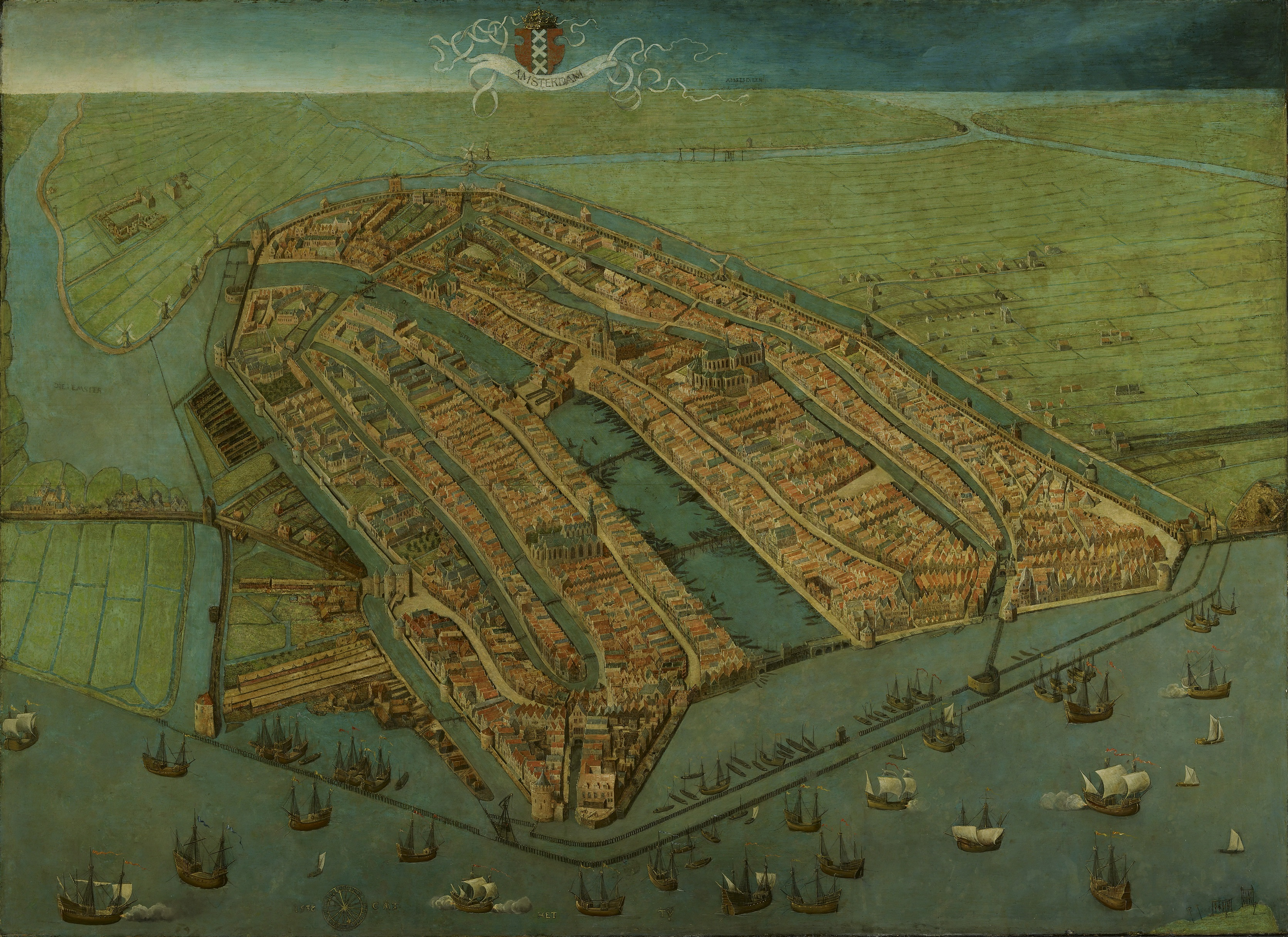
Cornelis Anthonisz.: Gezicht op Amsterdam in vogelvlucht

## Opvolging
- Gelre - Karel van Egmont opgevolgd door Willem V van Kleef
- Hanau-Lichtenberg - Filips III opgevolgd door Filips IV
- Luik - Everhard van der Marck opgevolgd door Cornelis van Bergen
- Schwarzburger Oberherrschaft - Hendrik XXXII opgevolgd door Günther XL
- Urbino - Francesco Maria della Rovere opgevolgd door zijn zoon Guidobaldo II della Rovere
- Venetië - Andrea Gritti opgevolgd door Pietro Lando

## Afbeeldingen

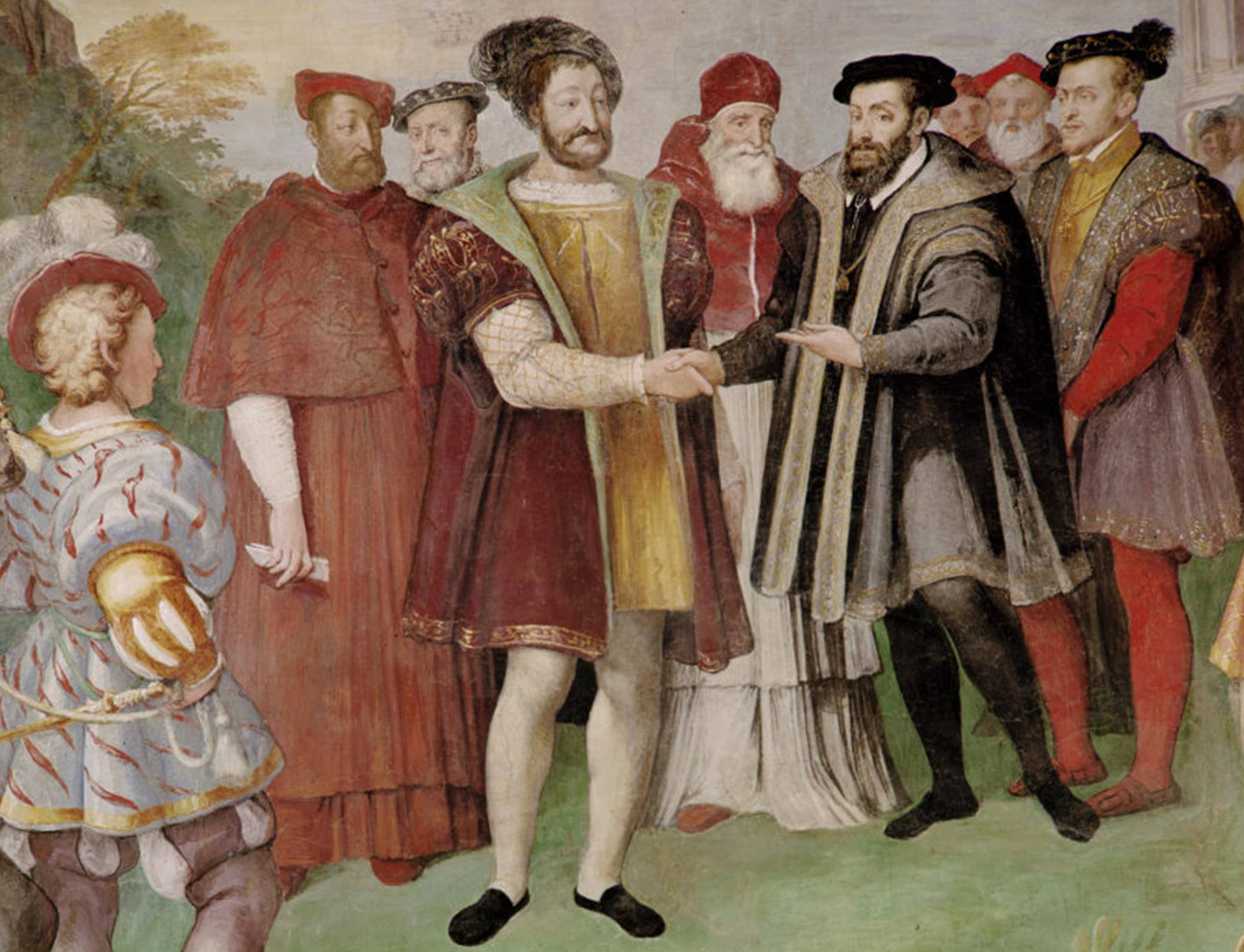
Vrede van Nice
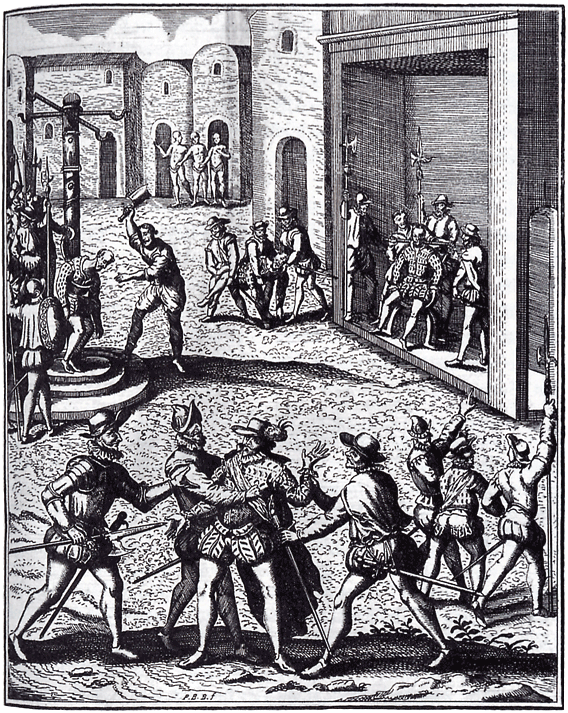
Executie van Almagro
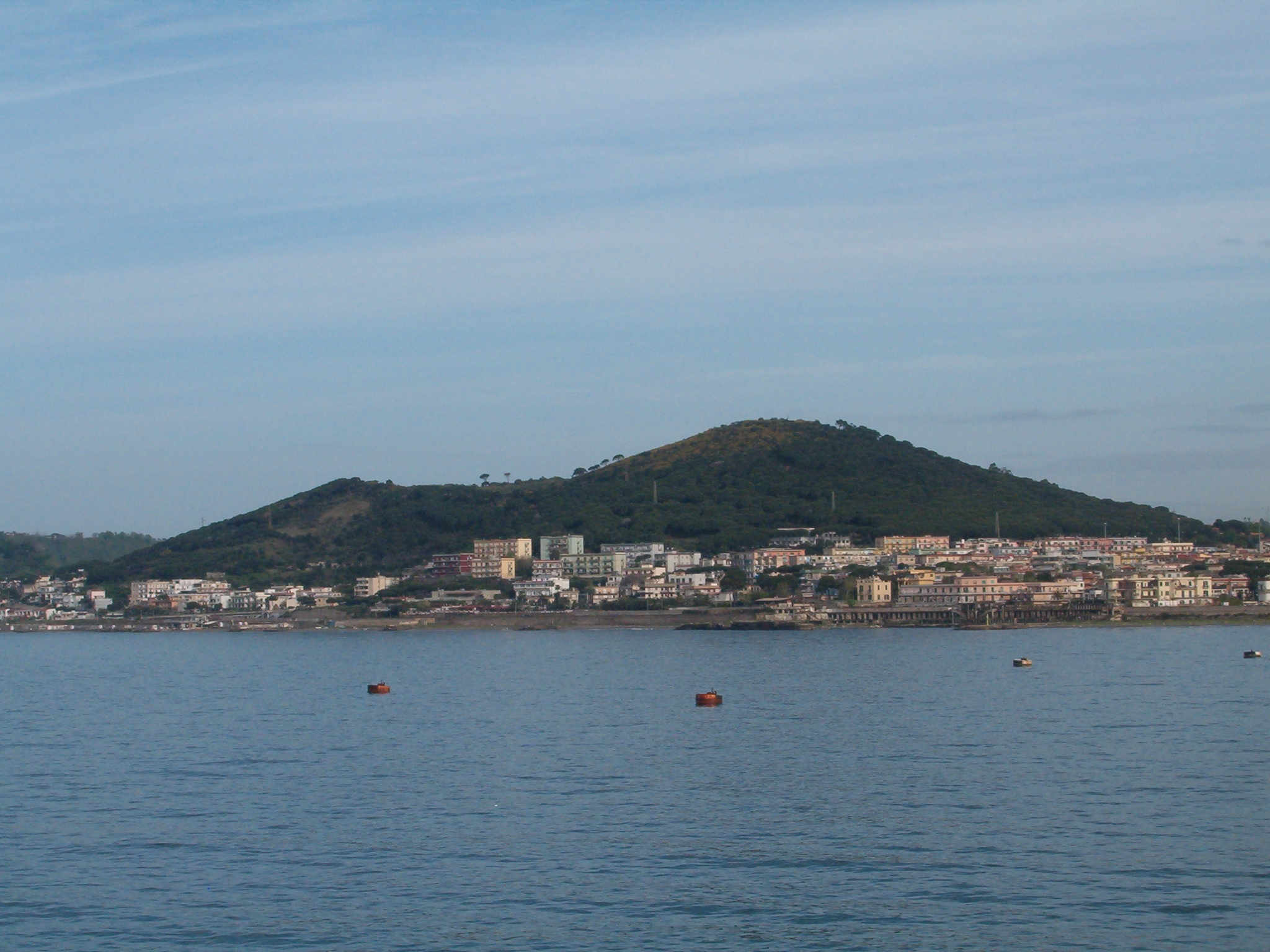
Monte Nuovo
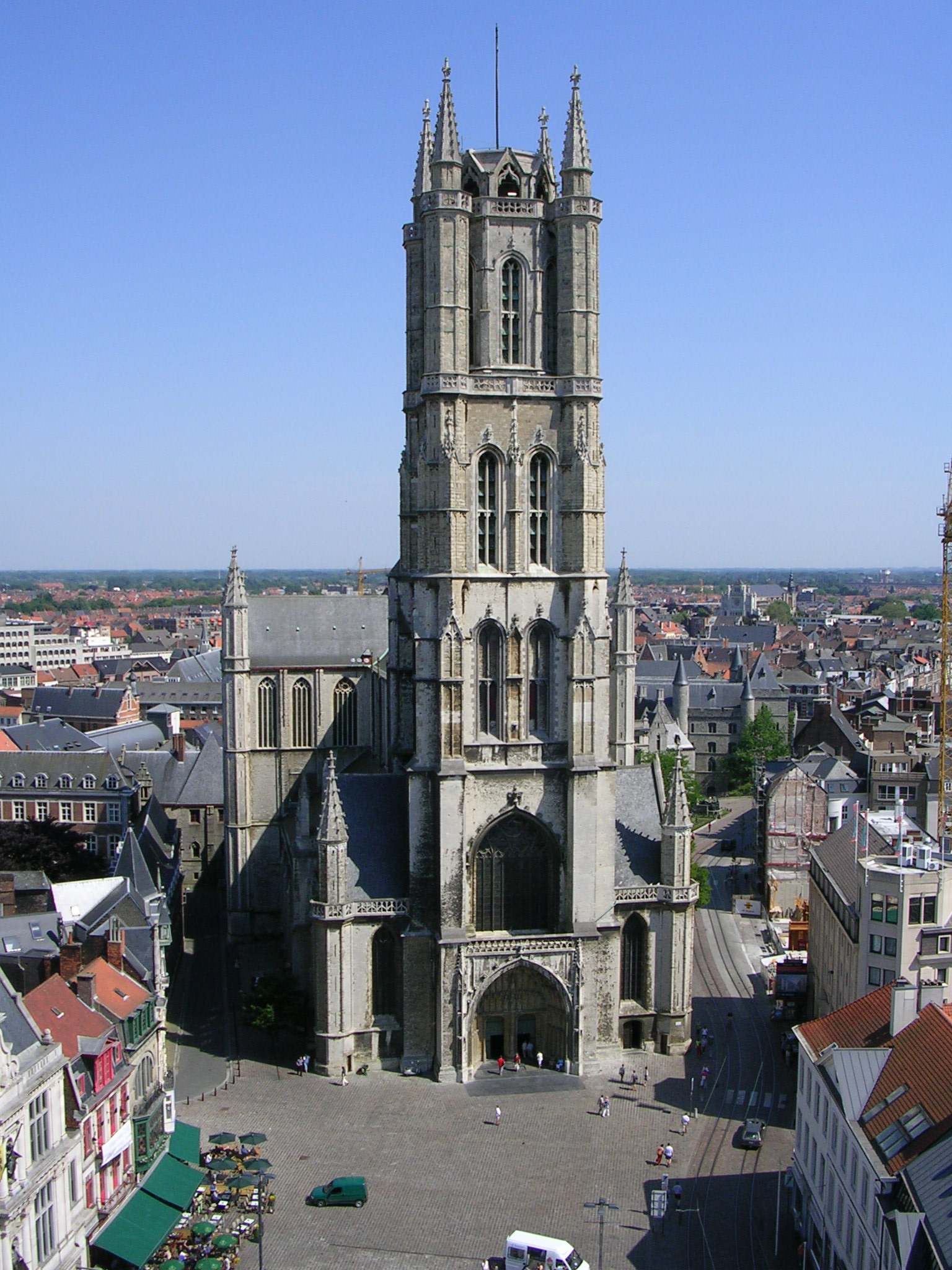
Sint-Baafskathedraal, Gent (toren voltooid 1538)
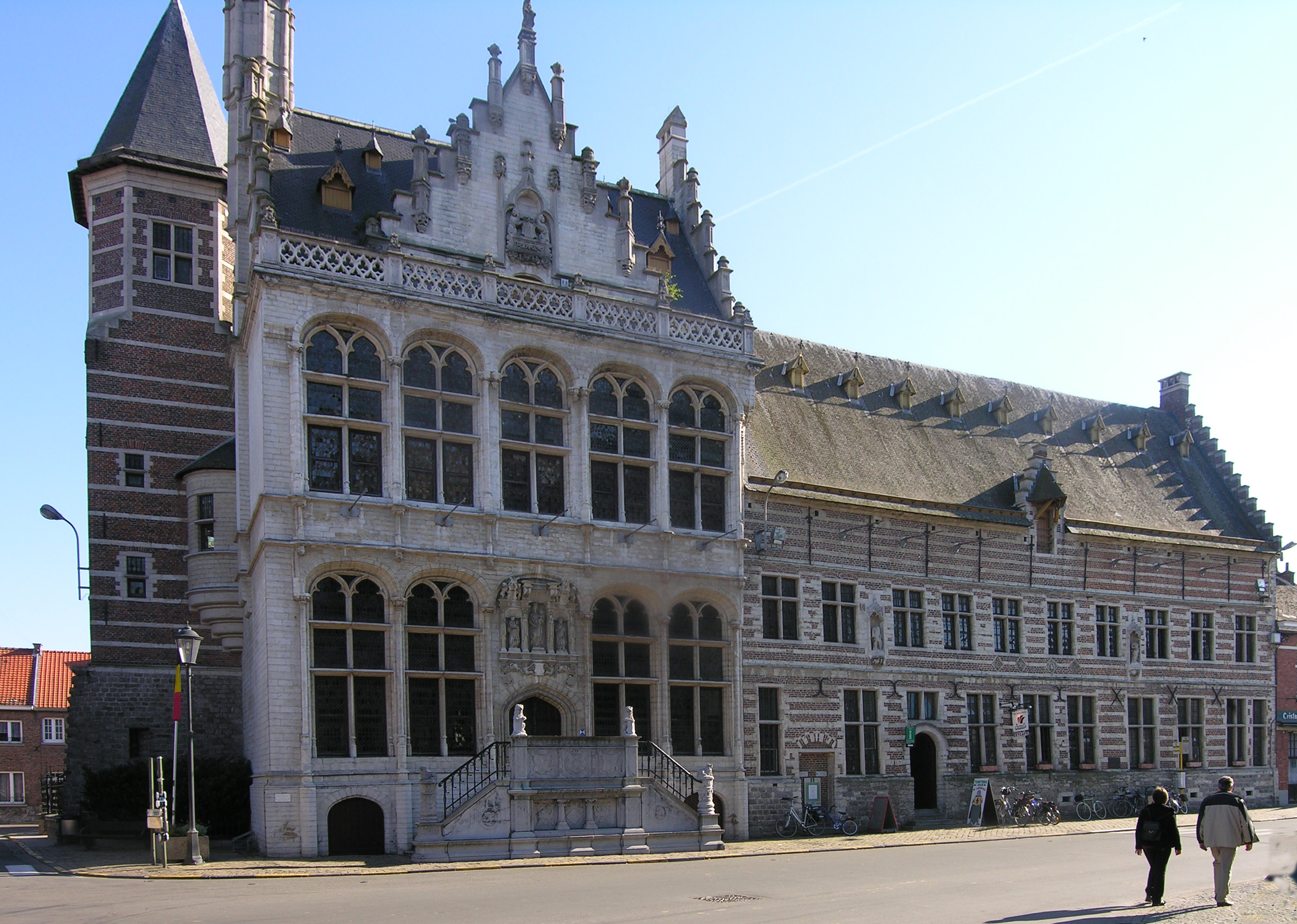
Stadhuis van Zoutleeuw (voltooid 1538)
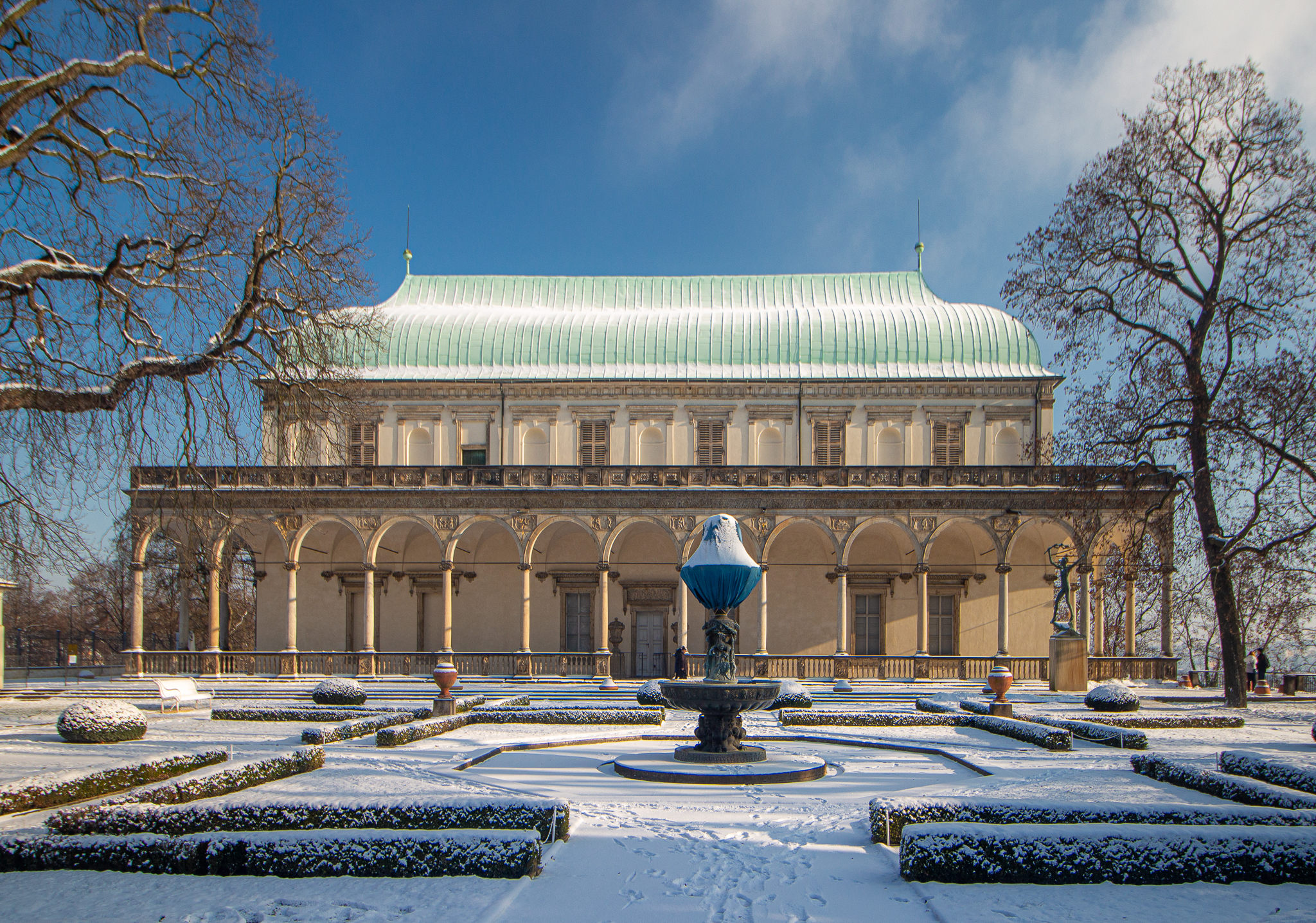
Zomerpaleis van koningin Anna, Praag (bouw begonnen 1538)
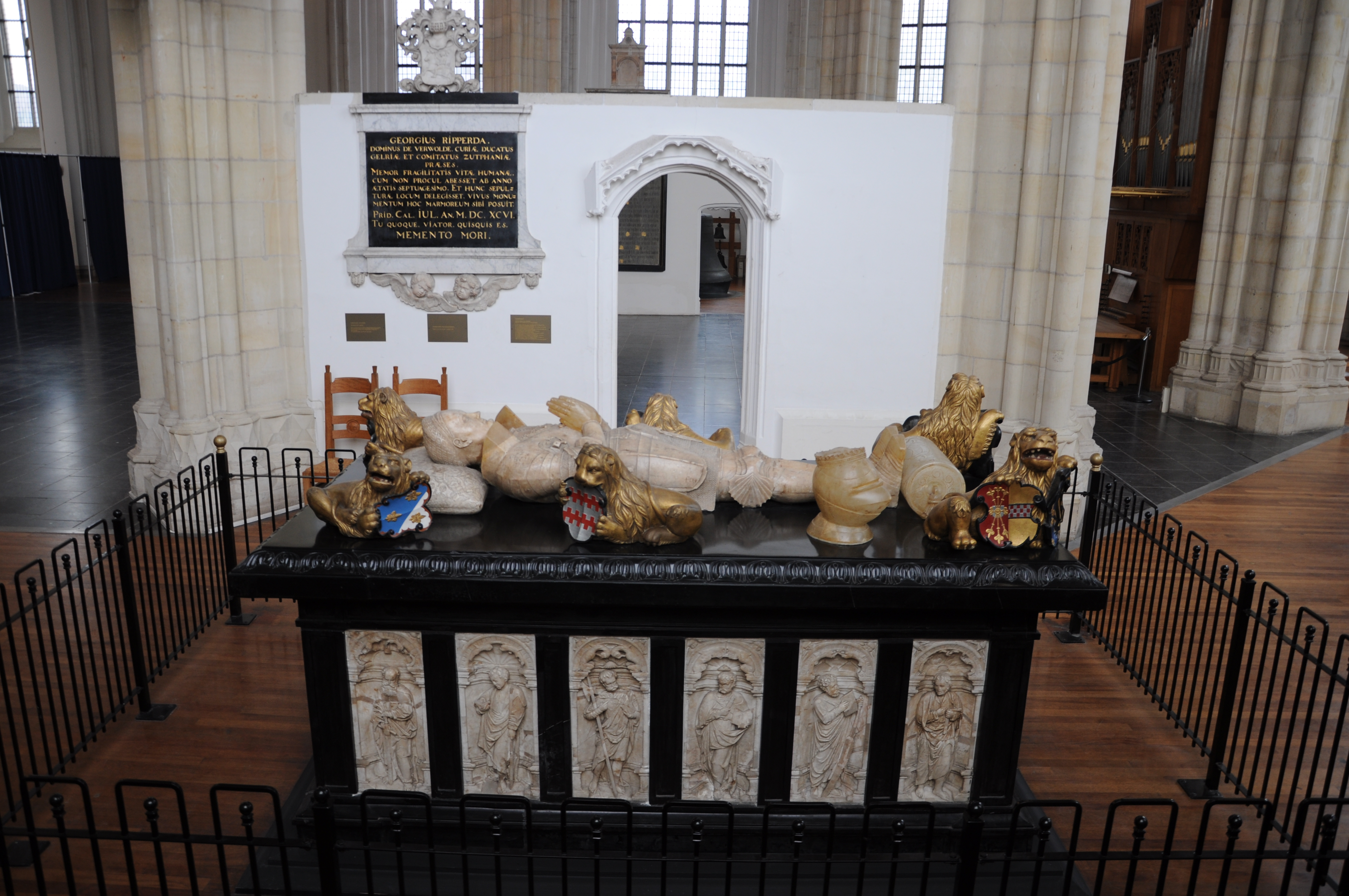
Graf van Karel van Gelre

## Geboren
- 10 januari - Lodewijk van Nassau, Nederlands legerleider
- 25 maart - Christoph Clavius, Duits astronoom
- 24 april - Guglielmo I Gonzaga, hertog van Mantua en Monferrato
- 30 juni - Bonaventura Vulcanius, Zuid-Nederlands humanist
- 12 augustus - Maria van Portugal, Portugees prinses
- 29 september - Johan II van Oost-Friesland, Duits edelman
- 2 oktober - Carolus Borromeus, Italiaans kardinaal
- 17 oktober - Irene di Spilimbergo, Venetiaans kunstschilderes
- 31 oktober - Caesar Baronius, Italiaans kardinaal en historicus
- 18 november - Turibius van Mogrovejo, aartsbisschop van Lima
- 10 december - Giovanni Battista Guarini, Italiaans schrijver
- 11 december - Sigismund van Brandenburg, Duits prelaat
- Nicolas Barnaud, Frans schrijver en alchemist
- Luigi d’Este, Italiaans prelaat
- Francesco Gonzaga, Italiaans kardinaal
- Hodowara Yukifuji, Japans daimyo
- Hojo Ujimasa, Japans daimyo
- Giulio Iasolino, Italiaans arts
- Mathias de Lobel, Zuid-Nederlands arts en plantkundige
- Franciscus Maelson, Noord-Nederlands politicus
- Maria Pypelinckx, echtgenote van Jan Rubens
- Willem van Radelant, Nederlands jurist
- Johan van Vogelsanck III, Zuid-Nederlands politicus
- Arnold Wachtendonck, Luiks geestelijke
- Walravina Zoudenbalch, Nederlands edelvrouw
- Paul Knibbe, Nederlands jurist (jaartal bij benadering)

## Overleden
- 8 januari - Beatrix van Portugal, echtgenote van Karel III van Savoye
- 2 februari - Albrecht Altdorfer, Duits kunstschilder
- 16 februari - Everhard van der Marck (65), prins-bisschop van Luik (1505-1538)
- 26 februari - Worp van Thabor, Fries kroniekschrijver
- 13 maart - Diego Hoces (~48), Spaans jezuïet
- 3 april - Elisabeth Howard (~57), Engels edelvrouw
- 8 april - Willem Aerts, Zuid-Nederlands architect
- 19 mei - Frederik van Renesse, Nederlands jurist
- 12 juni - Botho III van Stolberg-Wernigerode (71), Duits edelman
- 30 juni - Karel van Egmont (70), hertog van Gelre (1492-1538)
- 8 juli - Diego de Almagro (~63), Spaans conquistador
- 12 juli - Hendrik XXXII van Schwarzburg (39), Duits edelman
- 26 juli - George Talbot (~70), Engels edelman
- 7 augustus - Anna van Eppstein-Königstein (~57), Duits edelvrouw
- 14 augustus - Gielis vander Hecken (~47), Zuid-Nederlands schrijver en tekenaar
- 29 augustus - Jan Chojeński (52), Pools prelaat
- 7 september - Johannes Campensis (~48), Noord-Nederlands theoloog
- 13 september - Hendrik III van Nassau-Breda (55), Duits-Nederlands edelman
- 20 oktober - Francesco Maria della Rovere (48), hertog van Urbino
- 8 november - Keimpe van Martena (~51), Fries historicus
- 30 november - Adrianus Barlandus (52), Nederlands geleerde
- 24 december - Anna Reinhart (~54), echtgenote van Ulrich Zwingli
- Laurens Bart, Zuid-Nederlands schilder en dichter
- Jan van Batenburg, Nederlands anabaptistenleider (brandstapel)
- Hendrik Bentinck (~70), Gelders bestuurder
- Olaf Engelbrechtson, Noors prelaat
- Andrea Gritti (~83), doge van Venetië
- Matthaeus Herbenus (~87), Zuid-Nederlands geschiedschrijver en humanist
- Pierre Robert Olivétan (~32), Frans hervormer en bijbelvertaler
- Johan van de Palts (~51), Duits edelman
- Adriana van Ranst (~68), Zuid-Nederlands edelvrouw
- Ulrick IV van Werst, Zuid-Nederlands edelman
- Johan van Lom, Zuid-Nederlands politicus (jaartal bij benadering)